# .tt
.tt — национальный домен верхнего уровня для Тринидада и Тобаго.
Регистратором является Trinidad and Tobago Network Information Centre. Возможна регистрация доменов второго уровня, а также доменов третьего уровня в следующих областях: co.tt, com.tt, org.tt, net.tt, biz.tt, info.tt , pro.tt, int.tt, coop.tt, jobs.tt, mobi.tt, travel.tt, museum.tt, aero.tt, cat.tt, tel.tt или name.tt.
Ограничения на регистрацию отсутствуют, за следующими исключениями: домен mil.tt предназначен для лиц, связанных с армией Тринидада и Тобаго, edu.tt — для образовательных учреждений Тринидада и Тобаго, gov.tt — для правительственных учреждений страны. Для регистрации не требуется физическое присутствие в Тринидаде и Тобаго.